# ドミニカ国関係記事の一覧
ドミニカ国関係記事の一覧（ドミニカこくかんけいきじのいちらん）
ドミニカ国関係記事の一覧。ドミニカ国の人物一覧も参照。

## 英数字・記号
- .dm
- ICAO空港コードの一覧/T
- ISO 3166-2:DM
- 2012年ロンドンオリンピックのドミニカ国選手団
- 2016年リオデジャネイロオリンピックのドミニカ国選手団
- 2020年東京オリンピックのドミニカ国選手団
- 2014年ソチオリンピックのドミニカ国選手団

## あ行
- アベス島
- アメリカ合衆国国務省西半球局
- イギリス連邦 - 現在も加盟している
- ウィンドワード諸島 -
- オリンピックのドミニカ国選手団

## か行
- カリブ海
- カリブ共同体
- カリブ族 - 同国の先住民
- グアドループ島
- クリケット
- クリケット・ワールドカップ
  - クリケット西インド諸島代表
- クレオールの日（英語版）
- クレオール料理
- グレナダ侵攻
- クリストファー・コロンブス - 同国の名前の由来に関わっている

## さ行
- サッカードミニカ国代表
- サッカードミニカ国女子代表
- サリュビア
- セント・ジョージ (ドミニカ国)
- セント・デイヴィッド (ドミニカ国)

## た行
- 地域安全保障システム
- ドミニカ共和国 - 近隣国
- ドミニカ国議会
- ドミニカ国の行政区画
- ドミニカ国の空港の一覧
- ドミニカ国の軍事
- ドミニカ国の世界遺産
- ドミニカ国の大統領
- ドミニカ侵攻
- ドミニカ侵攻 (1761年)

## な行
- 西インド諸島

## は行
- パトワ
- ハリケーン・ドリアン
- ハリケーン・マリア
- 東カリブ諸国機構
- 東カリブ・ドル
- 米州ボリバル同盟

## ま行
- マルティニーク地震 (2007年)
- マルティニーク島
- メルビル・ホール空港
- モルヌ・トロワ・ピトン国立公園

## ら行
- レッドドッグ作戦 - 同国で起こったクーデター
- ロゾー- 同国の首都